# 13 september
13 september är den 256:e dagen på året i den gregorianska kalendern (257:e under skottår). Det återstår 109 dagar av året. Efter fornnordisk mytologi ansågs det från denna dag vara inledningen på hösten.

## Namnsdagar

### Svenska almanackan
- Nuvarande – Sture

- Föregående i kronologisk ordning[1][2]

- Före 1620 – Macrobius

utgick 1620, efter Macrobius en latinsk författare omkring år 400 e.Kr.
- 1620–1679 – Maternius

nyinfört – utgick sedan.
- 1680–1900 – Amatus

Amatus infördes 1680 till minne av en fransk abbot från 600-talet – utgick 1901.
- 1901–1985 – Ambjörn

nyinfört – flyttades 1993 till 9 mars och utgick 2001.
- 1986–1992 – Ambjörn, Stig och Styrbjörn

Stig infördes 1986, men flyttades 1993 till 14 december och 2001 till 17 december. Styrbjörn infördes 1986, och flyttades 2001 till 10 maj.
- 1993–2000 – Styrbjörn och Sture

Sture infördes 1986 på 14 december, men flyttades 1993 till dagens datum.
- Från 2001 – Sture

### Finlandssvenska almanackan
- Nuvarande från 1950[3] – Ylva

- I föregående revideringar[a][4]
  - 1929–1949 – Natanael

## Händelser
- 509 f.Kr. – Jupitertemplet på Roms Capitoliumkulle invigs på ides i september.
- 81 – Domitianus blir romersk kejsare.
- 533 – Belisarius och Romerska riket krossar Gelimer och vandalerna i slaget vid Tricamarum nära Karthago.
- 604 – Sedan Gregorius I har avlidit den 12 mars väljs Sabinianus till påve.[5]
- 1276 – Sedan Hadrianus V har avlidit den 18 augusti väljs Pedro Julião till påve (den ende portugisiske påven och den ende på posten, som har varit läkare) och tar namnet Johannes XXI, trots att det inte har funnits någon Johannes XX, eftersom han vill korrigera vad man då tror vara ett fel i ordningsnumren på Johannespåvarna 15–19.
- 1501 – David (Michelangelo) börjar uppföras.
- 1504 – Isabella I av Kastilien och Ferdinand II av Aragonien utfärdar en kunglig garanti för byggandet av ett kungligt kapell (Capilla Real) som ska byggas.
- 1584 – El Escorial nära Madrid blir färdigbyggt.
- 1609 – Henry Hudson når floden som senare namnges efter honom - Hudsonfloden.
- 1645 – Slaget om Philiphaugh.[6]
- 1743 – Storbritannien, Österrike och Konungariket Sardinien undertecknar Wormsfördraget.
- 1757 – Det pommerska kriget inleds genom att den svenska hären bryter in i preussiska Pommern.
- 1759 – Staden Québec stormas och intas i slaget på Abrahams slätter av brittiska trupper, vilket medför att Kanada kommer under brittiskt välde.
- 1770 – Sedan den dansk-norske kungen Kristian VII officiellt har förklarats psykiskt sjuk lyckas hans livläkare Johann Friedrich Struensee störta den dåvarande danske premiärministern Andreas Peter Bernstorff och i praktiken ta över styret över Danmark och Norge i 16 månader. Kristian VII är för all framtid avlägsnad från regeringen och styret, men förblir officiellt kung av Danmark och Norge till sin död 1808.
- 1791 – Ludvig XVI av Frankrike accepterar den nya konstitutionen.
- 1808 – Svenskarna besegrar ryssarna i slaget vid Jutas.
- 1850 – John Russell Hind upptäcker asteroid 12 Victoria.
- 1868 – J. C. Watson upptäcker asteroid 104 Klymene.
- 1882 – Under Anglo-egyptiska kriget 1882 utkämpas slaget vid Tell El Kebir.
- 1898 – Hannibal Goodwin patenterar celluloid fotografisk film.
- 1899 – Mackinder, Ollier och Brocherel gör den första uppstigningen av Batian (5,199 meter), den högsta toppen av Mount Kenya.
- 1900 – Slaget vid Pulang Lupa.[7]
- 1906 – Den första flygningen i Europa med en motordriven luftfarkost genomförs i Paris av brasilianen Alberto Santos-Dumont.
- 1914 – Första slaget vid Aisne inleds.
- 1916 – Mary, en asiatisk elefant på Sparks Circus i USA, hängs offentligt i staden Erin i Tennessee, efter att två dagar innan, ha dödat en nyanställd skötare.
- 1926 – Järnvägsolyckan i Murulla.
- 1933 – Elizabeth McCombs blir den första kvinnan som valts till Nya Zeelands parlament.
- 1935 – Skådespelaren Judy Garland gör en audition hos filmbolaget Metro-Goldwyn-Mayer, vilken leder till att hon får göra ett flertal filmer för dem.
- 1940 – Italienarna inleder en invasion av Egypten.
- 1956 – IBM 305 RAMAC introduceras, och är den första kommersiella datorn att använda disklagring.
- 1968 – Kalla kriget: Albanien lämnar Warszawapakten.
- 1970 – New York City Marathon arrangeras för första gången.
- 1971
  - Lin Biaos flygplan havererar i Öndörchaan på flykt från ett misslyckat kuppförsök.
  - Fångarnas belägring av Attica-fängelset når sitt slut då myndigheterna tar tillbaka fängelset. Det blir till kostnad av att tio människor i gisslan mister livet, 29 andra människor dör och 100 personer skadas.[8]
- 1977 – Rymdfärjan Enterprise skjuts upp på uppdrag ALT-13.[9]
- 1982 – Grace Kelly drabbas av en stroke och kör av vägen på väg hem till Monaco. Furstinnan av Monaco och dottern Stéphanie förs till sjukhus, där Kelly avlider följande dag.
- 1985 – Super Mario Bros släpps i Japan för Nintendo, och det startar Super Mario-serien för plattformsspel.
- 1993
  - Premiär för Ricki Lakes nationellt syndikerade talkshow på amerikansk TV.
  - Israels premiärminister Yitzhak Rabin skakar hand med palestinska befrielseorganisationens ordförande Yassir Arafat vid Vita huset efter att ha undertecknat Oslo-avtalen som beviljar begränsad palestinsk autonomi.
- 2001 – Civilflygplanstrafiken återupptas i USA efter 11 september-attackerna.
- 2003 – En tyfon i Sydkorea dödar minst 58 människor och 250 000 människor tvingas lämna sina hem.
- 2006 – Skottdramat på Dawson College äger rum.
- 2007 – FN:s deklaration om ursprungsfolkens rättigheter antas.
- 2008 – Delhi, Indien, drabbas av en serie bombsprängningar, vilket resulterar i 30 dödsfall och 130 personskador.[10]
- 2013 – Arten Homo naledi upptäcks.

## Födda
- 1475 – Cesare Borgia.
- 1521 – William Cecil, 1:e baron Burghley, chefsrådgivare hos drottning Elisabet I, riksskattmästare
- 1630 – Olof Rudbeck den äldre, naturforskare och historiker
- 1739 – Grigorij Potemkin, rysk general, statsman
- 1800 – Franklin Buchanan, amerikansk officer, amiral i konfedererade flottan under amerikanska inbördeskriget
- 1802 – Arnold Ruge, tysk författare
- 1810 – Auguste Bouquet, fransk konstnär och satiriker
- 1813
  - William A. Barstow, amerikansk demokratisk politiker och general, guvernör i Wisconsin
  - John Sedgwick, amerikansk militär
- 1852 – Obadiah Gardner, amerikansk demokratisk politiker, senator (Maine)
- 1860 – John Pershing, amerikansk general
- 1863 – Arthur Henderson, brittisk politiker och fackföreningsledare, mottagare av Nobels fredspris 1934
- 1865 – William Riddell Birdwood, brittisk fältmarskalk
- 1868 – Christian Ericsson i Funäsdalen, svensk tullvaktmästare och socialdemokratisk riksdagspolitiker
- 1874
  - Henry F. Ashurst, amerikansk demokratisk politiker, senator (Arizona)
  - Arnold Schönberg, österrikisk-amerikansk tonsättare
- 1886 – Robert Robinson, brittisk kemist, mottagare av Nobelpriset i kemi 1947
- 1887 – Lavoslav Ruzicka, kroatisk kemist, mottagare av Nobelpriset i kemi 1939
- 1889 – Arvid Petersén, svensk skådespelare, teaterregissör, kompositör, orkesterledare och sångare (baryton)
- 1891 – Nita Hårleman, svensk skådespelare
- 1903 – Claudette Colbert, fransk-amerikansk skådespelare
- 1908 – Albert Gaubier, polsk-svensk regissör, koreograf och dansare
- 1911 – Erik Idar, svensk konstnär
- 1916 – Roald Dahl, brittisk författare
- 1919 – Olle Anderberg, svensk brottare, OS-silver 1948, OS-guld 1952
- 1923 – Zoja Kosmodemjanskaja, sovjetisk partisan
- 1924 – Maurice Jarre, fransk kompositör av filmmusik
- 1925 – Mel Tormé, amerikansk jazzsångare, kompositör och sångförfattare
- 1926 – Nils Nygren, svensk skådespelare
- 1931 – Staffan Burenstam Linder, svensk moderat politiker och nationalekonom, handelsminister, Europaparlamentariker
- 1932 – Bengt Hallberg, jazzpianist
- 1933 – Seikko Eskola, finsk historiker och samhällsdebattör
- 1934 – Pierre Fränckel, svensk skådespelare, regissör, producent och teaterchef
- 1938 – John Smith, brittisk politiker, partiledare för Labour 1992–1994, handelsminister
- 1939
  - Bill Janklow, amerikansk republikansk politiker, guvernör i South Dakota
  - Richard Kiel, amerikansk skådespelare, mest känd som Hajen i flera James Bond-filmer
  - Guntis Ulmanis, Lettlands president 1993–1999
- 1940 – Óscar Arias, costaricansk politiker, mottagare av Nobels fredspris 1987
- 1943 – Lincoln Davis, amerikansk demokratisk politiker
- 1944
  - Jacqueline Bisset, brittisk skådespelare
  - Peter Cetera, amerikansk sångare, medlem i Chicago
- 1948 – Rolf Adolfsson, svensk textförfattare och kompositör
- 1950 – Włodzimierz Cimoszewicz, polsk politiker
- 1961
  - Kevin Carter, sydafrikansk fotojournalist
  - Dan Kandell, svensk skådespelare
  - Dave Mustaine, amerikansk musiker, medlem i Megadeth
  - Peter Roskam, amerikansk republikansk politiker
- 1967 – Michael Johnson, amerikansk friidrottare
- 1968
  - Clara Mannheimer, svensk journalist och programledare i TV
  - Emma Wiklund, svensk fotomodell, TV-programledare och skådespelare
- 1973 – Fabio Cannavaro, italiensk fotbollsspelare
- 1976
  - José Théodore, kanadensisk ishockeyspelare (målvakt)
  - Puma Swede, sverigefinsk porrskådespelerska
- 1980 – Jason Cook, amerikansk skådespelare, mest känd som Shawn D i Våra bästa år
- 1983 – James Bourne, brittisk popmusiker
- 1984 – Nasima Razmyar, finländsk politiker
- 1986 – Kamui Kobayashi, japansk racerförare
- 1989
  - Thomas Müller, tysk fotbollsspelare
  - Jenna Simula, finländsk politiker
- 1993 – Niall Horan, irländsk sångare, medlem i gruppen One Direction

## Avlidna
- 81 – Titus, 41, romersk kejsare
- 1321 – Dante Alighieri, 56, italiensk poet
- 1409 – Isabella av Valois, 19, drottning av England
- 1592 – Michel de Montaigne, 59, fransk författare och filosof
- 1598 – Filip II, 71, engelsk prinsgemål (gift med Maria I), kung av Spanien och av Portugal
- 1612 – Karin Månsdotter, 61, drottning av Sverige 1568
- 1657 – Jacob van Campen, 61, nederländsk arkitekt och konstnär
- 1759 – James Wolfe, 32, brittisk officer
- 1806 – Charles James Fox, 57, brittisk statsman
- 1823 – John Wayles Eppes, 51, amerikansk politiker, senator (Virginia)
- 1847 – Nicolas Charles Oudinot, 80, fransk militär, marskalk av Frankrike
- 1870 – Orla Lehmann, 60, dansk politiker
- 1872 – Ludwig Feuerbach, 68, tysk filosof
- 1891 – Johan Gustaf Malmsjö, 76, svensk pianotillverkare
- 1899 – Johan Knutson, 82, finlandssvensk målare
- 1912 – Nogi Maresuke, 62, japansk greve och militär
- 1914 – Charles N. Felton, 82, amerikansk republikansk politiker, senator (Kalifornien)
- 1917 – Erik Norman, 75, svensk lantbrukare och politiker (liberal)
- 1919 – Leocadie Gerlach, 92, svensk-dansk operasångare
- 1931
  - Lawrence D'Orsay, 78, brittisk skådespelare
  - Lili Elbe, 48, dansk konstnär
- 1934 – William Lorimer, 73, engelsk-amerikansk politiker
- 1936 – Magnus Johnson, 64, svensk-amerikansk politiker
- 1946 – Amon Göth, 37, tysk SS-officer, avrättad
- 1949 – August Krogh, 74, dansk zoofysiolog, mottagare av Nobelpriset i fysiologi eller medicin 1920
- 1960 – Thomas C. Hennings, 57, amerikansk demokratisk politiker, senator (Missouri)
- 1965 – Axel Slangus, 74, finländsk skådespelare, regissör och manusförfattare
- 1966 – Wiktor Andersson, 79, svensk skådespelare
- 1977 – Kai Rosenberg, 79, dansk kompositör, kapellmästare och musiker
- 1982 – Marcus Wallenberg, 82, svensk företagsledare och tennisspelare
- 1983 – Axel Strand, 89, svensk före detta LO-ordförande och vice talman i Sveriges riksdag
- 1995
  - Frank Silva, 44, amerikansk kulissarbetare och skådespelare
  - Birger Norman, 81, svensk socionom, diktare, författare och samhällsdebattör
- 1996 – Tupac Shakur, 25, amerikansk rappare
- 1998 – George Wallace, 79, amerikansk politiker
- 1999 – Miriam Davenport, 84, amerikansk målare och skulptör
- 2001 – Dorothy McGuire, 85, amerikansk skådespelare
- 2007
  - Erik Tobé, 100, svensk lantmätare och riksdagsman
  - Joachim Hansen, 77, tysk skådespelare
- 2008 – Jörgen Cederberg, 77, svensk radioprofil
- 2011
  - Mehdi Favéris-Essadi ("DJ Mehdi"), 34, fransk DJ och hiphop-producent
  - Richard Hamilton, 89, brittisk konstnär
  - Vuokko Rehn, 73, finländsk politiker, riksdagsledamot
- 2015 – Moses Malone, 50, amerikansk basketspelare
- 2017 – Pete Domenici, 85, amerikansk republikansk politiker, senator för New Mexico
- 2019 – Eddie Money, 70, amerikansk sångare och skådespelare
- 2020 – Bim Warne, 82, svensk skådespelare
- 2021 – Antony Hewish, 97, brittisk radioastronom, mottagare av Nobelpriset i fysik 1974
- 2022 – Jean-Luc Godard, 91, fransk-schweizisk filmregissör
- 2023 – Roger Whittaker, 87, kenyanskfödd brittisk sångare och kompositör